# 恩德培

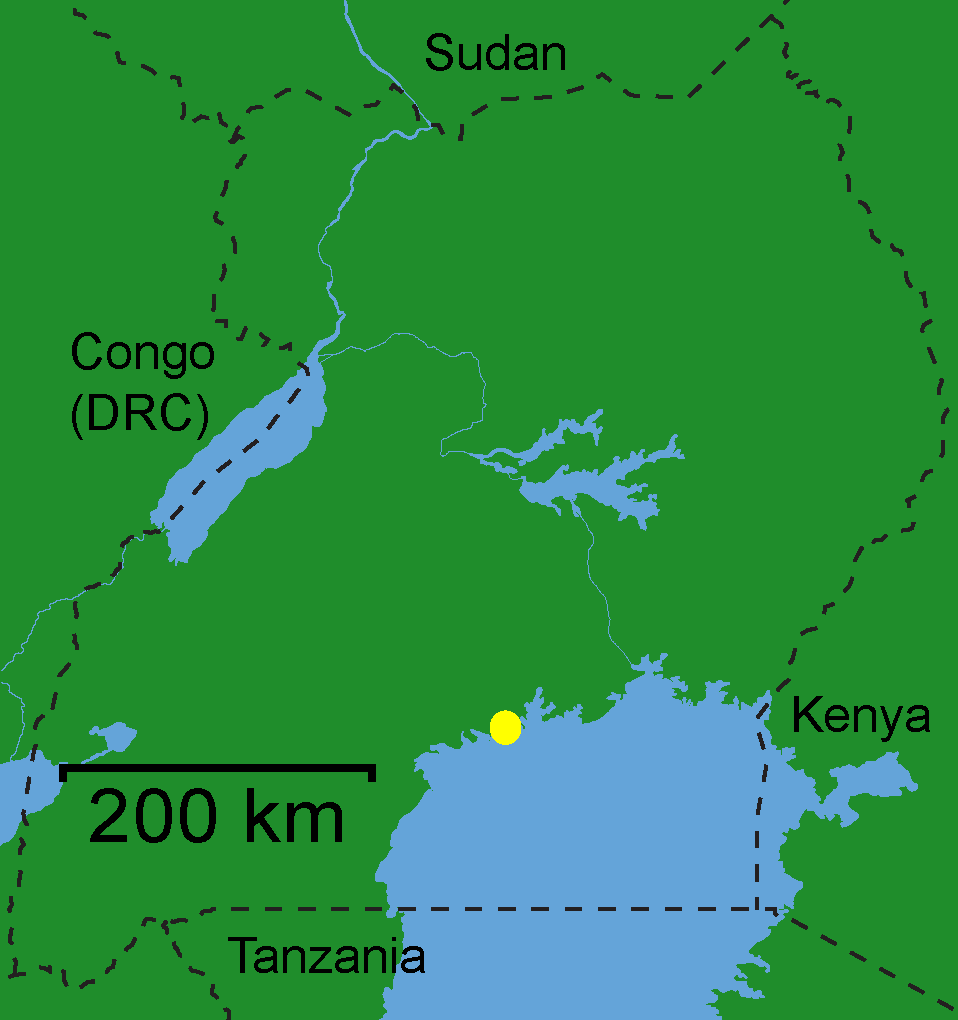
恩德培在乌干达的位置

恩德培为乌干达城市，位于首都坎帕拉以南的维多利亚湖地区。

## 恩德培行動
恩德培行动是一次由以色列军方和以色列特工部门摩萨德策划，在乌干达恩德培国际机场实施的反劫机行动。这次行动从1976年7月3日夜持续到次日凌晨，最後成功救出人質返回以色列。以色列军方又称这次行动为「霹雳行动」（Operation Thunderball/Thunderbolt），也有人以行动的指挥官约纳坦“约尼”·内塔尼亚胡上校的名字称呼这次行动为约纳坦行动（Operation Yonatan）。内塔尼亚胡上校也是这次行动中唯一阵亡的以色列特种部队成員。

## 寨卡森林
在恩德培不遠處有一個面積約25公頃的熱帶雨林名為寨卡森林（Zika Forest），是烏干達病毒研究中心（Uganda Virus Research Institute）的所在地範圍內。有超過40個品種的蚊子在這裡繁衍，故此是科學家研究蚊子的重要地區，也是科學家發現寨卡病毒的地方。